# Канделаки, Георгий Тарашевич
Гео́ргий Тара́шевич Кандела́ки (груз. გიორგი კანდელაკი; род. 10 апреля 1974, деревня Вариани, Горийский район, Грузинская ССР) — советский и грузинский боксёр, чемпион мира 1997 года в супертяжёлом весе (свыше 91 кг) и чемпион Европы 1993 года в первом тяжёлом весе (до 91 кг) среди любителей. Чемпион Мира в супертяжёлом весе среди профессионалов по версии WBU 2002—2004 года.

## Биография
Родился 10 апреля 1974 года в деревне Вариани Горийского района Грузии. Здесь же начал тренироваться под руководством своего отца Тараша Канделаки. В детстве Георгий не особо любил бокс, а основными увлечениями юного Канделаки являлись охота и рыбалка. Тогда его отец поставил Георгию условия, что если он в течение недели будет упорно тренироваться, то в воскресенье он возьмёт сына с собой на охоту или рыбалку. Вскоре Канделаки начал получать удовольствие от занятий боксом и вскоре он начал одерживать многочисленные победы на молодёжном уровне. В апреле 1989 года Канделаки, заняв третье место на первенстве СССР среди юношей 15–16 лет в полутяжёлом весе, впервые был приглашён в юниорскую сборную СССР. В 1992 году, выступая под флагом СНГ, стал чемпионом мира среди юниоров в весовой категории до 91 кг.

### Результаты в боксе

#### Любительская карьера
Первой крупной победой на взрослом ринге для Канделаки стало серебро на чемпионате мира 1993 года в категории до 91 кг. Он уверенно дошёл до финала мирового первенства, но уступил за явным преимуществом действующему олимпийскому чемпиону кубинцу Феликсу Савону. В том же году Канделаки стал чемпионом Европы. В 1992 и 1993 годах он периодически выезжал в Японию и принимал там участие в боях смешанных единоборств. На чемпионате мира 1995 года в четвертьфинале Канделаки уступил Савону по очкам.
В 1996 году Канделаки принял участие в летних Олимпийских играх в Атланте в соревнованиях в категории до 91 кг. Первым соперником Канделаки на турнире стал боксёр из Эквадора Томпсон Гарсия. Бой проходил с подавляющим преимуществом Георгия и после второго раунда, при счёте 15:1, эквадорец отказался от дальнейшего продолжения боя. Во втором круге соперником Канделаки был поляк Войцех Бартник. Бой продлился все три раунда, по итогам которых победу со счётом 6:1 одержал грузинский боксёр. В четвертьфинале Канделаки вновь встретился со своим главным соперником Феликсом Савоном. Половину боя Георгий на равных сражался с титулованным соперником, но затем кубинец стремительно начал зарабатывать очки и в итоге одержал убедительную победу со счётом 20:4. Также Канделаки было доверено право нести флаг Грузии на церемонии открытия игр.
Понимая, что соперничать с Савоном невозможно, Канделаки, по совету тренера Гуния Зураба, принимает решение сменить категорию и перейти в супертяжёлый вес. В 1997 году на чемпионате мира в Будапеште Канделаки дебютировал в новой для себя весовой категории и с первой же попытки стал чемпионом Мира. При этом в финале он победил кубинца Алексиса Рубалькаба, который по ходу чемпионата смог отправить в нокаут действующего чемпиона мира россиянина Алексея Лезина.

#### Профессиональная карьера
После этого чемпионата мира Канделаки завершил свою карьеру на любительском ринге и перешёл в профессионалы. С 1998 года он приступил к проведению рейтинговых профессиональных боёв в Великобритании, США и России. На профессиональном ринге Канделаки провёл 24 боя из которых 18 выиграл нокаутом. В декабре 2001 года Канделаки в связи с травмой глаза отказался от своих планов и возвратился в Грузию. 21 декабря 2002 года он провёл двенадцатираундовый бой в Санкт-Петербурге с Александром Васильевым за звание чемпиона мира в супертяжёлом весе по версии WBU (World Boxing Union). В этом бою Канделаки усугубил свою травму глаза. Ему пришлось делать в Германии срочную операцию. После неё врачи запретили Канделаки заниматься боксом. Однако 17 октября 2003 года он провёл бой по защите своего чемпионского пояса с Алексеем Осокиным, выступавшего под псевдонимом Рихард Штайгер, и одержал победу нокаутом. Этот бой стал последним в карьере Канделаки и в начале 2004 года он вернул чемпионский пояс.

### Политическая деятельность
Первый политик, с которым сблизился Канделаки, был глава Аджарии Аслан Абашидзе. Он организовал для Канделаки проведение рейтингового боя 21 августа 1999 года с Киммуэлем Одумом на центральном стадионе в городе Батуми. После победы Георгий встретился с Асланом Абашидзе в его резиденции и подарил ему боксёрские перчатки, которыми в первом раунде нокаутировал своего противника.
Когда Канделаки в январе 2002 года возвратился в Грузию, его пригласили стать членом политической партии «За новую Грузию». В это же время Канделаки был избран президентом Федерации любительского бокса Грузии. В 2003 году в Грузии должны были состояться парламентские выборы, и Канделаки был одним из главных лиц предвыборной гонки. По итогам голосования движение «За Новую Грузию» заняло первое место и Канделаки должен был получить место в парламенте, однако этому помешала произошедшая «революция роз».

## Упоминания в литературе
- Георгий Канделаки стал одним из главных героев книги Лали Морошкиной «Я, президент и чемпион мира»[5].